# Воротовов, Михаил Флегонтович
Михаил Флегонтович Воротовов (4 января 1894, Оренбургская губерния — после 1937) — полковник, и. о. заместителя войскового атамана Оренбургского казачьего войска (около 1923 года), автор записок о Гражданской войне.

## Биография
Михаил Воротовов 4 января 1894 в станице Наследницкой второго военного отдела Оренбургского казачьего войска. Михаил, также как и его брат Пётр, окончил Оренбургское казачье юнкерское училище, но, в отличие от брата, по первому разряду.
Воротовов начал службу в Русской императорской армии до 1914 года. Свой первый чин — хорунжего — Михаил Флегонтович получил накануне Первой мировой войны, 12 июля 1914 года. Затем он стал сотником, а на 1917—1918 годы уже являлся подъесаулом. После этого Воротовов последовательно получил звания есаула и войскового старшины: последнее было ему присвоено уже в разгар Гражданской войны, 9 сентября 1919 года. Закончил воинскую службу Воротовов, имея полковничий чин.
В период Великой войны, с 1914 по 1917 год, Михаил Флегонтович служил в Оренбургском 16-м казачьем полку. Уже во время боевых действий против большевиков он стал одним из участников Тургайского похода, проходившего в апреле-июле 1918. Получил ранение. В том же году Воротовов состоял адъютантом партизанского отряда Оренбургского казачьего войска.
В мае 1918 года брат Михаила, Пётр Воротовов, оказался в числе заложников, расстрелянных большевиками в Верхнеуральске.
С 1918 по 1919 год Михаил Воротовов числился в Оренбургском 2-м казачьем полку. Снова был ранен в сражении с Рабоче-крестьянской Красной Армией. Он детально описал, как казаки в составе Западной армии во время Уфимской и Стерлитамакской операций не имели фуража, как их лошади страдали от бескормицы, и как от постоянных переходов они и сами еле передвигались шагом.

Находился в госпитале в Куломзино (около Омска) — успешно эвакуировался, вместе с персоналом госпиталя добрался до Иркутска. Он оставил подробные воспоминания об опустевших в результате мобилизации к лету 1919 года казачьих станицах:
Грустно, Боже! Как грустно было проходить по опустевшим родным станицам /Оренбургского казачьего войска/. Казаки все были в /боевых/ частях. Старики все ушли в пластуны /пешие казаки/... Проходили по станицам, и только одни женщины плачем провожали нас и в последний раз не знали как угостить и накормить...
В 1920 году состоял в 1-м сводном Оренбургском казачьем полку, расквартированном Забайкалье. Являлся помощником командира полка. В 1921 году, уже в Приморье, он был на аналогичной должности (помощник по хозяйственной части) в отдельном Оренбургском казачьем полку. Описал атмосферу интриг и взаимного недоверия, царившие среди лидеров Белого Движения: в частности, взаимные козни Н. Т. Сукина и атамана А. И. Дутова.
После окончания активной фазы Гражданской войны, оказался в эмиграции в китайском Харбине. На 6 мая 1923 года он являлся временным исполняющим делами заместителя войскового атамана всего Оренбургского казачьего войска. Был на этом посту до марта 1925.
На 1936 год Воротовов числился членом в Оренбургском казачьем объединении в Харбине. По состоянию на март 1937 года он также состоял в [chel-portal.ru/?site=encyclopedia&t=kazachya-stanica&id=6548 Оренбургской казачьей им. атамана А. И. Дутова станице] (тоже в Харбине) — был членом её культурно-просветительской комиссии.

## Награды
- Орден Святой Анны 4 степени: «за храбрость»
- Орден Святого Станислава 3 степени с мечами и бантом
- Орден Святой Анны 3 степени с мечами и бантом
- Орден Святого Станислава 2 степени с мечами
- Орден Святой Анны 2 степени с мечами[7]

## Произведения
- Воротовов М. Ф. Атаман А. И. Дутов и начало борьбы оренбургских казаков с большевиками // Оренбургский казак : сборник. — Харбин, 1937. — С. 35—41.
- Воротовов М. Ф. О культурно-просветительной работе в Д[альне]-В[осточной] Оренбургской казачьей им. Атамана Дутова станице // Оренбургский казак : сборник. — Харбин, 1938. — С. 47—50.
- Воротовов М. Ф. 2 Оренбургский казачий полк в 1918-1920 (Записки полковника Воротовова) // Hoover Institution Archives. Colonel Vorotovov Collection. Folder VW Russia V954. — 1920.
- Воротовов М. Ф. В Забайкалье и на Приморском фронте в 1920-21 (Записки участника) // Hoover Institution Archives. Colonel Vorotovov Collection. Folder VW Russia V954. — 1921.

## Семья
Брат: Пётр Флегонтович Воротовов (1881—1918) — войсковой старшина, командир первой сотни 10-го полка Оренбургского казачьего войска, был представлен к награждению Орденом Святого Георгия.
Жена: Клавдия Васильевна Воротовова (род. 1901)
Сын: Сергей (род. 1927)